# Centre national de la cartographie et de la télédétection
 (janvier 2021).
Si vous disposez d'ouvrages ou d'articles de référence ou si vous connaissez des sites web de qualité traitant du thème abordé ici, merci de compléter l'article en donnant les références utiles à sa vérifiabilité et en les liant à la section « Notes et références ».

Logo du CNCT.

Le Centre national de la cartographie et de la télédétection (arabe : المركز الوطني لرسم الخرائط والاستشعار عن بعد) est un établissement public tunisien à caractère non administratif placé sous la tutelle du ministère de la Défense. Il est spécialisé dans les technologies modernes des systèmes d'information géographique.
Fondé le 11 juillet 1988, il se situe non loin de l'aéroport international de Tunis-Carthage et du quartier général de la garde nationale,.

## Spécialisation
Il emploie environ 100 ingénieurs et techniciens spécialisés en géographie, SVT, agronomie, environnement, eaux, forêts, océans et informatique. Il se spécialise en géodésie, topographie, cartographie et télédétection.
Il contribue au choix du tracé de l'autoroute reliant Tunis à Medjez el-Bab (A3) et de M'saken à Ras Jedir (A1), dessine les cartes d'urbanisation de Tunis et d'autres villes du pays et étudie l'effet de l'urbanisme sur les terres agricoles. Il participe aux recherches dans plusieurs domaines parmi lesquels :
- la désertification, à travers des programmes d'éveil au niveau régional ;
- la gestion des ressources naturelles, à travers la cartographie des zones forestières et pastorales ;
- l'agriculture, à travers l'élaboration de cartes d'exploitation du sol de plusieurs gouvernorats et la détection préalable des terres allouées à la culture des céréales ;
- les zones côtières et marines, à travers l'étude de la pollution maritime à Gabès et la gestion des ressources rares en zones côtières.